# فرودگاه سبا
فرودگاه سبا (به انگلیسی: Sebba Airport) یک فرودگاه با کد یاتا XSE است . این فرودگاه در کشور بورکینافاسو قرار دارد .